# Самолёт (фильм, 2015)
«Самолёт» — короткометражный фильм режиссёра Олега Галицкого.

## Сюжет
В самолете, летящем над Россией, оказываются люди различных национальностей. Между дагестанцем Хасаном и русским Колей вспыхивает конфликт на национальной почве, в котором оба, не стесняясь в выражениях, переходят на личности. Несмотря на все усилия пассажиров, конфликт быстро перерастает в драку. С большим трудом драчунов удается растащить, но вскоре выясняется, что самолет неисправен и его придется аварийно сажать на воду. Тревога в салоне быстро перерастает в панику, и вот уже те, кто совсем недавно дрались друг с другом, сталкиваются с ситуацией, в которой их разногласия не стоят ровным счетом ничего.

## В ролях
- Гурам Баблишвили
- Сергей Миллер
- Александр Карпов
- Наталья Тетенова
- Мария Сурова
- Нелла Стрекаловская
- Евгений Морозов
- Марина Забелина
- Георгий Голованенко
- Анастасия Лукьянова
- Милана Физикова

## Съёмочная группа
- Автор сценария — Олег Галицкий
- Режиссёр — Олег Галицкий
- Оператор — Надежда Соловьева
- Исполнительный продюсер — Ольга Мещерякова
- Художник — Анастасия Григорьева
- Костюмы — Юлия Ветрова
- Грим — Мария Доля
- Монтаж — Артем Барышников, Андрей Филиппов
- Звук — Сергей Ермаков
- Композитор — Ульяна Стратонитская

## Производство
- Производство картины длилось на протяжении 2012-2015 годов
- Часть средств на производство фильма была собрана с помощью краудфандинговой кампании в поддержку фильма на сайте planeta.ru

## Награды и номинации
Премьера фильма состоялась 9 июля 2015 года в рамках международного кинофестиваля короткометражного кино Capalbio Cinema в Италии, где картина была представлена в основном международном конкурсе
В России премьера прошла 22 августа 2015 года на фестивале короткометражного кино "Короче" в Калининграде, фильм был показан в конкурсной программе.
Участник конкурсной программы IV Московского молодежного кинофестиваля «Будем жить!», а также 10-го юбилейного кинофестиваля «Новый горизонт» в Воронеже.
Призёр II Всероссийского кинофестиваля социально ориентированных короткометражных фильмов, видеороликов и социальной рекламы «ЛАМПА» в номинации короткометражный фильм. Фестиваль состоялся в Перми 27 ноября 2015 в рамках международного форума «Доброволец России 2015».
Призёр VII Кинофестиваля "Золотые аплодисменты" в номинации лучшая операторская работа.
Фильм вошёл в тройку победителей фестиваля авторского короткометражного кино "Микрофест", который состоялся 17-19 сентября 2016 года в Москве.